# 후지와라노 긴토

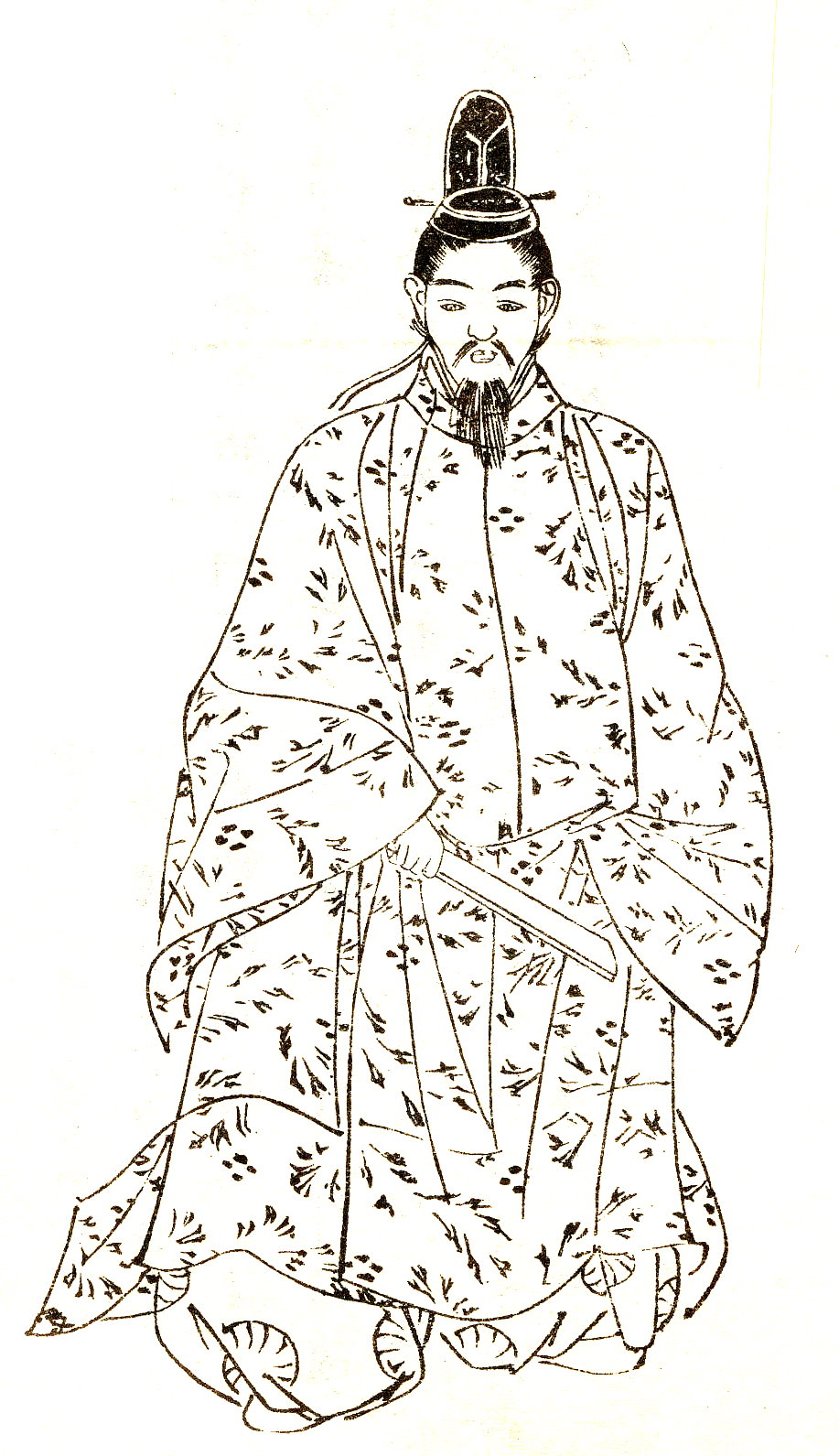
후지와라노 긴토

후지와라노 긴토(일본어: 藤原公任)는 일본 중고36가선과 백인일수에 포함되어있다. 일본 헤이안 시대의 관인(官人)이자 가인(歌人)이다. 고호(康保) 3년 (966년)에 태정대신(太政大臣)이던 아버지 후지와라노 요리타다(藤原頼忠)의 장남으로 태어났다. 자신의 저서 삼십육인선(三十六人撰)에서 추린 36인의 가인(歌人)들을 36가선이라고 부른다.
덴겐(天元)3년 (980년)에 정5위하(正五位下)를 시작으로 종4위하(従四位下), 종4위상(従四位上), 사누키(讃岐) 지방관, 좌근위권중장(左近衛権中将), 정4위하(正四位下), 이요(伊予) 지방관을 역임했으며, 에이엔(永延)3년 (989년)에 장인두(蔵人頭, 천황의 비서격)을 맡는다. 쇼랴쿠(正暦)3년 (992년)에 참의(参議)가 되면서 좌근위독(左兵衛督), 황후궁대부(皇后宮大夫), 우위문독(右衛門督), 검비위사별당(検非違使別当, 경찰청장격), 감해유장관(勘解由長官, 감사원장격) 등을 맡는다. 조토쿠(長徳) 5년 (999년)에는 종3위(従三位), 조호(長保)2년 (1000년)에 중납언(中納言), 정3위(正三位), 황태후궁대부(皇太后宮大夫)를 겸임한다. 간코(寛弘)2년 (1005년)에 종2위(従二位)에 이어 권대납언(権大納言), 태황대후궁대부(太皇大后宮大夫), 정2위(正二位), 태황태후궁대부(太皇太后宮大夫)에 이른다. 간닌(寛仁)1년 (1018년)에는 와카집(和歌集) 화한랑영집(和漢朗詠集)을 짓는데, 이 와카집에서 기미가요가 유래되었다고 한다. 후에 간닌 5년 (1021년)에 안찰사(按察使, 지방감사원격)를 맡았다. 조큐(長久)2년 (1041년) 1월 1일에 76세의 나이로 숨을 거두었다.
습유와카집(拾遺和歌集)에 15수(首), 여타 칙찬와카집(勅撰和歌集)에 88수가 정리 되어 있다.

## 일화
후지와라노 긴토는 더불어 중고36가선, 여방36가선, 백인일수중 한명인 무라사키 시키부(紫式部|むらさきしきぶ)가 쓴 겐지이야기(源氏物語) 열렬한 신봉자였다고 한다. 간코 5년(1008년)에 쓰치미카도도노(土御門殿) 저택에서 아쓰히라 친왕(敦成親王)의 탄신 50일을 기념하여 마련한 축하연에서, 후지와라노 긴토는 모습이 보이지 않는 무라사키시키부를 보기위해 그녀를 애타게 찾았다고 한다.

## 와카
```
폭포가 흐르는 물소리는 들을 수 없게 된지 오래이거늘 그 명성은 흘러 지금까지 전해지네.
滝の音は たえて久しく なりぬれど 名こそ流れて なほ聞こえけれ
```

## 참고 문헌
- 『公卿補任』
- 別冊歴史読本『歴代皇后人物系譜総覧』2002年、新人物往来社